# میشل کوژ
میشل کوژ (انگلیسی: Michel Cougé؛ زادهٔ ۱۱ ژوئن ۱۹۵۴) بازیکن فوتبال اهل فرانسه است.
از باشگاه‌هایی که در آن بازی کرده‌است می‌توان به باشگاه فوتبال رن اشاره کرد.